# Utex ROW Rybnik
KK ROW Rybnik – polski żeński klub koszykarski z siedzibą w Rybniku,  występujący w PLKK, w kobiecej ekstraklasie  zadebiutował w sezonie 2007/2008 zajmując 6 miejsce.

## Historia Klubu

### Koszykówka w Rybniku
Historię rybnickiej koszykówki można by podzielić na trzy etapy. 
Pierwszy to KS ROW Rybnik i sekcja żeńskiego basketu. Rybnicki klub w latach 60. i 70. należał da największych w kraju. 
W najlepszym okresie zrzeszał 16 sekcji.
Drugi okres to czasy „Color-Capu”. W sezonie 1996/97 ekipa pod nazwą KKS Partners Rybnik wywalczyła awans do I ligi. 
Już jako KKS Color-Cap Hugart przez trzy lata rybniczanki występowały w najwyższej klasie rozgrywkowej.
Trzeci etap to historia związana z RMKS-em, Utex-em i dzisiejszym KK ROW. 
W 2007 roku rybnicka drużyna awansowała do ekstraklasy. Występuje w niej do dzisiaj.

### KKS ROW Rybnik
Zespoły żeńskie z Rybnika, które brały udział głównie w zawodach szkolnych pojawiły się w połowie lat 50. Opiekował się nimi Tadeusz Jarnecki, absolwent warszawskiej AWF.
Kolejnym pasjonatem żeńskiego basketu był Zdzisław Kołodziej, nauczyciel z Leszczyn. Jego drużyna w 1968 roku dotarła do finału mistrzostw Polski szkół podstawowych. Tam przegrała z SP z Poznania. Ale i tak srebrny medal był ogromnym sukcesem dziewczyn z Leszczyn i ich trenera, który później szkolił dziewczyny w AZS-ie Katowice. Jego podopieczną była m.in. Danuta Ditmer. 
Matka Agnieszki Bibrzyckiej, jednej z najlepszych koszykarek w historii Polski. Kolejną drużynę, SKS Olimpia Rybnik, zdobywającą medale w rywalizacji szkolnej stworzył w II LO Mieczysław Korbasiewicz. Na jej podłożu Andrzej Powążka założył AZS Rybnik ale ten twór nie przetrwał długo.
Profesjonalna sekcja zaczęła funkcjonować od września 1974 roku. Pierwsze treningi odbyły się w sali komendy milicji w Rybniku. 
W 1977 roku opiekunem sekcji był Stanisław Skulski. Kierownikiem Tadeusz Jończyk. Kadrę trenerską stanowili instruktorzy: Andrzej Zygmunt, Jan Litwin, Andrzej Westwalewicz. Wspomagał ich trener II klasy: Janusz Tkocz. W sekcji trenowało 25 zawodniczek. 
Zajęcia odbywały się w sali KM MO w Rybniku. W kadrze narodowej juniorek znajdowały się: Iwona Pleszewska, Justyna Janosz, Grażyna Kuboń, Bożena Makowska, Maria Studnik. Koszykarki zajęły 1. miejsce w lidze międzywojewódzkiej i awansowały do II ligi. 
Rok później koszykarki zajęły 5. miejsce w II lidze. Na początku lat 80. wiceprezesem ds. koszykówki był Andrzej Machura, opiekunem sekcji Jan Piechota a kierownikiem Zbigniew Chwastek. Kadrę trenerską stanowili: Janusz Tkocz i Czesław Grzonka. 
W sekcji trenowały (rok 1984) 64 zawodniczki. W kadrze narodowej znajdowały się: Regina Kwak, Mirosława Sidorowicz, Liliana Malinowska. Drużyna koszykarek w 1983 roku wywalczyła awans do I ligi. Pierwszy raz w historii klubu. Sezon rybniczanki zakończyły na 8. miejscu. Bardzo duży sukces odniosły również juniorki, które w 1982 roku wywalczyły tytuł mistrzyń Polski, wygrywając finałowy turniej rozegrany w hali MOSiR-u przy ul. Powstańców w Rybniku. Złote medale wywalczyły: Barbara Wajerowska, Justyna Janosz, Beata Grzesik, Lidia Malinowska, Mirosława Sidorowicz, Iwona Pleszewska, Gabriela Kowolik, Regina Kwak, Katarzyna Reclik, Marzena Kompanowska.
Pod koniec 1983 roku oddano do użytku halę widowisko - sportową w Boguszowicach.
W sezonie 1984/85 drużyna walcząca w I lidze została zdziesiątkowana przez urlopy macierzyńskie (3 zawodniczki) oraz kontuzje. 
To spowodowało, że KS ROW Rybnik spadł do drugiej ligi. Rybniczanki grały w składzie: Czapelka, Czechowicz, Fojcik, Grzesik, Gwizdek, Kaczmarczyk, Kobus, Kowol, Kwak, Madej, Malinowska, Owczora, Reclik, Sidorowicz, Szulik, Szwed. Rok później ekipa ROW-u Rybnik ponownie awansowała do I ligi, by w sezonie 1987/88 zająć 9. miejsce w lidze i po barażach z Glinikiem Gorlice utrzymać status pierwszoligowca. Kolejne lata to powolna śmierć KS ROW-u Rybnik i wszystkich sekcji z nim związanych.

### Czasy Color-Cap Rybnik
Na początku lat 90. trenerzy Kazimierz Mikołajec i Mirosław Orczyk postanowili reaktywować sekcję koszykówki żeńskiej w ramach RMKS-u. Po kilku latach zespół KKS Partners Rybnik walczył już o awans do I ligi. Rywalizacja w II lidze toczyła się w trzech grupach. Następnie po dwie najlepsze drużyny utworzyły grupę finałową. Rybniczanki sezon zasadniczy zakończyły na pozycji 2. ale wygrały „turniej”, który dawał przepustkę do I ligi. O sukcesie zadecydowało wyjazdowe zwycięstwo z Widzewem Łódź w przedostatniej kolejce oraz w ostatniej z AZS Wrocław. Przed nowym sezonem zmieniono nazwę drużyny na KKS Color-Cap. Trenera Mikołajca zastąpił Leszek Marzec. Kapitanem drużyny pozostała doświadczona Gabriela Fulbiszewska. Oprócz niej grały jeszcze m.in. Natalia Skrago, Katarzyna Miłoszewska, Katarzyna Kurczyńska, Monika Królik, Mariola Marzec,  Gabriela Troszka, Katarzyna Waniorek Katarzyna Polis Agnieszka Grelak i największa gwiazda drużyny: Ilze Ose. Rybnicki zespół zajął ostatecznie 8. miejsce w lidze.
W sezonie 1998/99 Rybnik reprezentowały dwie drużyny w ogólnopolskich rozgrywkach: KKS Color-Cap Hugart w pierwszej lidze i RMKS Rybnik w drugiej. Na koniec sezonu zasadniczego Color-Cap zajął 6. miejsce, z tą samą punktacją, co piąty Polifarb Wrocław. 
W ćwierćfinale Rybnik przegrał 0:3 z Wisłą Kraków, następnie pokonał ekipę z Torunia i o 5. miejsce, przy dużym udziale sędziów, przegrał rywalizację z ŁKS-em Łódź. Drużynę na początku prowadził Jewgienij Borziłow, którego później zastąpił Kazimierz Mikołajec. W drużynie grały m.in. Ilze Ose, Ilona Jasnowska i Joanna Chełczyńska, Monika Wołowska-Królik, Nelli Nevzorova (w trakcie sezonu odeszła wraz ze swym mężem, trenerem Borziłowem), siostry bliźniaczki Milena i Magdalena Włodarskie, Gabriela Fulbiszewska Natalia Skrago, Elena Gavryłova, Ewa Rucińska. Trzeci sezon Color-Capu to najlepszy wynik ale coraz gorsza atmosfera w ekipie z Rybnika. 
W 2000 roku koszykarki wywalczyły w lidze czwarte miejsce, co jednocześnie było największym sukcesem w historii żeńskiej koszykówki na Śląsku. Zaraz potem sponsor zrezygnował z finansowania klubu i zespół, który miał zagrać w europejskich pucharach, przestał istnieć. 2 sierpnia 2000 roku Wydział Gier i Dyscypliny Polskiego Związku Koszykówki zadecydował o wycofaniu drużyny Color Cap Rybnik z rozgrywek pierwszej ligi koszykarek w najbliższym sezonie. Powodem jest to, że klub nie wpłacił na konto związku wpisowego w wysokości 6000 zł. Zaległości finansowe klubu względem związku sięgają w sumie 18 000 złotych. 

### KK ROW Rybnik
Po kolejnych siedmiu latach: - Zaczyna się nowa era rybnickiej koszykówki – tak mówił prezes Adam Greczyło, który przyjechał na Śląsk z Gdyni w 2007 roku. Sezon wcześniej drużynę do Ford Germaz Ekstraklasy wprowadził Mirosław Orczyk. Podczas nieobecności Rybnika w lidze, zaszły w niej spore zmiany. Powstała Polska Liga Koszykówki Kobiet (PLKK). 10 marca 2006 PLKK Sp. z o.o. podpisała umowę z Domem Samochodowym "Germaz" Sp. z o.o., na mocy której firma ta została patronem ligi, zaś PLKK zmieniła swą nazwę na Ford Germaz Basket Liga (FGBL), a później na Ford Germaz Ekstraklasa (FGE).
Rybnicki zespół pierwszy sezon zakończył na 7. miejscu. Orczyk sprowadził do Rybnika cztery Amerykanki. Gwiazdą była Nikita Bell. 
W drużynie grała mistrzyni Europy Agnieszka Jaroszewicz i kilka bardzo doświadczonych i ogranych zawodniczek. Kolejny sezon 2008/09 miał być najlepszym w historii basketu w Rybniku. Zakończyło się katastrofą organizacyjną. Działacze zakontraktowali m.in. 
Elę Mowlik, Natalię Trofimową oraz gwiazdę WNBA Perkins. Oprócz niej oczywiście kolejne Amerykanki. W połowie sezonu okazało się, że klub jest niewypłacalny. Z drużyny odeszły zawodniczki zza oceanu. UTEX ROW ligę skończyła na pozycji 7. ale w stylu daleko odbiegającym od oczekiwań. Trzeci sezon to 8. miejsce i powrót Nikity Bell. Drużyna swoje mecze rozgrywała w Pawłowicach. Wyróżniającymi się zawodniczkami były Whitney Boddie, Katarzyna Krężel, Martyna Koc. Z zespołem pożegnał się Adam Greczyło. Prezesem została, do tej pory wiceprezes, Gabriela Wistuba. Czwarty sezon to zaciskanie pasa. Ekipa została zbudowana w oparciu o młode zawodniczki. Gwiazdą została niesamowita Laurie Koehn, najskuteczniejsza koszykarka całej ligi. Niestety, nie udało się utrzymać w lidze. Drużyna formalnie opuściła szeregi FGE. Jednak dzięki staraniom Wistuby, drużyna wróciła do najwyższej klasy rozgrywkowej dzięki tzw. „dzikiej karcie”.

## Informacje ogólne

### Dane kontaktowe
- Pełna nazwa: Basket ROW Rybnik Spółka z o.o.
- Adres: J.F. Białych 5  44-200 Rybnik
- Hala: MOSiR Boguszowice - Rybnik, ul. Jastrzębska 3b

### Zarząd Klubu
- Prezes Zarządu: Krzysztof Kaczmarczyk

## Sztab szkoleniowy
- I trener: Kazimierz Mikołajec

## Kadra
| Nr | Zawodniczka        | Pozycja                  | Kraj              | Data urodzenia | Wzrost (cm) |
| -- | ------------------ | ------------------------ | ----------------- | -------------- | ----------- |
| 23 | Rebecca Harris     | rozgrywająca / rzucająca | Stany Zjednoczone | 1986-04-15     | 173         |
| 4  | Joanna Kędzia      | środkowa                 | Polska            | 1987-11-30     | 191         |
| 7  | Agnieszka Kułaga   | rozgrywająca             | Polska            | 1986-02-20     | 169         |
| 6  | Anna Kuncewicz     | silna skrzydłowa         | Polska            | 1984-01-09     | 188         |
| 10 | Joanna Łabuz       | rozgrywająca / rzucająca | Polska            | 1993-02-09     | 173         |
| 14 | Agnieszka Makowska | skrzydłowa               | Polska            | 1982-02-25     | 182         |
| 11 | Aldona Morawiec    | niska skrzydłowa         | Polska            | 1992-05-29     | 182         |
| 13 | Agata Nowacka      | rozgrywająca / rzucająca | Polska            | 1980-08-29     | 174         |
| 12 | Martyna Stelmach   | środkowa                 | Polska            | 1992-05-12     | 189         |
| 23 | Markel Walker      | niska skrzydłowa         | Stany Zjednoczone | 1990-11-07     | 185         |
| 8  | Justyna Zielonka   | rzucająca                | Polska            | 1989-03-03     | 170         |

## Wyniki
| Sezon     | Miejsce |
| --------- | ------- |
| 2007/2008 | 6       |
| 2008/2009 | 8       |
| 2009/2010 | 8       |
| 2010/2011 | 12      |
| 2011/2012 | 6       |